# Мігранти (фільм)
«Мігранти» (рос. «Мигранты») — радянський фільм режисера Валерія Прийомихова, знятий у 1991 року. Премьера состоялась у серпні 1992 року.

## Сюжет
У одному з московських ресторанів знайомляться мігранти з Росії — Поліна і Павло. Вона приймає Павла за москвича, він — за повію. Вони потрапляють в міліцію в якості бомжів, а потім вони зближуються.

## У ролях
- Оксана Арбузова — Поліна
- Андрій Андреєв — Павло
- Ніна Русланова — мати Павла
- Катерина Васильева — співробітниця ОВІРА
- Ірина Климова — подруга Поліні
- Юлія Рогачкова — Галя
- Олексій Жарков — Віктор
- Деніс Карасьов — Миша, приятель Павла

## Знімальна група
- Сценарій: Валерій Прийомихов
- Режисер: Валерій Прийомихов
- Оператор: Борис Брожовський
- Композитор: Борис Ричков
- Художник: Світлана Тітова

## Нагороди та номінації
- Спеціальний приз МКФ кіно у СанРемо (1992)